# 손목인
손목인(孫牧人, 본명: 손득렬, 본명 한자: 孫得烈, 1913년 4월 13일 ~ 1999년 1월 9일)은 일제강점기, 대한민국의 대중음악 작곡가이다. 손 안드레, 양상포(楊想浦), 임원(林園)이라는 예명도 사용했다.

## 학력
- 재동보통학교 졸업
- 경신고등보통학교
- 중동고등보통학교
- 도쿄 고등음악학원 중퇴
- 도쿄 음악학교 중퇴

## 생애
경상남도 진주 출생이다. 아버지가 한의사인 집안에서 태어나 비교적 부유한 유년 시절을 보냈다. 〈노들강변〉의 작곡자 문호월은 손목인의 외사촌 형이다.
경성부에서 재동보통공립학교와 중동학교를 졸업했는데, 학창 시절 대한기독교청년회연맹에서 회원으로 활동하면서 서양음악을 접하게 되었다. 도쿄 음악학교에서 피아노 연주를 공부하던 중 오케레코드 사장인 이철의 눈에 띄었고, 첫 작품인 〈타향살이〉(원제 〈타향〉)가 크게 인기를 끌어 단숨에  주목받는 신예 작곡가로 떠올랐다.
일제강점기 한국인의 떠돌이 정서를 잘 대변한 곡으로 꼽히는 고복수 노래의 〈타향살이〉 외에 이난영이 불러 높은 인기를 누린 〈목포의 눈물〉과 고복수의 대표곡 〈짝사랑〉이 특히 유명하며, 그 외에도 〈해조곡〉, 〈청노새 탄식〉, 〈뗏목 이천리〉, 〈아빠의 청춘〉 등 수많은 히트곡을 발표했다. 이난영과 고복수, 남인수, 장세정, 김정구, 박단마 등이 손목인이 작곡한 노래를 불러 인기를 모았다.
중일 전쟁 발발 이후부터 일제의 군국주의 정책에 부합하는 친일 가요를 작곡하기 시작했고, 〈이천오백만 감격〉, 〈참사랑〉, 〈봄날의 화신〉, 〈그대와 나〉, 〈총후의 기원〉 등 전쟁터에서 장렬하게 죽는 것을 미화한 노래를 남겼다. 이로 인해 2008년 민족문제연구소가 선정한 친일인명사전 수록예정자 명단 중 음악인 부문에 포함되었으며, 시민단체가 기념사업 중지를 요구하기도 했다. 친일반민족행위진상규명위원회에서는 손목인을 김해송과 함께 《일제강점하 반민족행위 진상규명에 관한 특별법》에 명시된 친일반민족행위 결정 심의 대상자 명단에 올렸지만 작곡가가 갖고 있던 당시의 사회적 위상이 상대적으로 낮았다는 사실이 인정되어 기각했다.
광복 후에는 〈아내의 노래〉, 〈슈사인 보이〉 등을 히트시켰으며, 일본 영화 음악계에서 활동한 것을 시작으로 영화 음악 분야에서도 활동했다. <아내의 노래>는 1948년 금능인(김능인) 작사로 김백희가 <안해의 노래>라는 제목으로 발표하였고, 4년 뒤 유호가 개사하여 심연옥이 취입하면서 히트시켰다. 〈카스바의 여인(일본어: カスバの女)〉은 일본에서의 최대 히트곡이며 작곡가 길옥윤이 1968년경에 개사하여 패티김의 노래로 발표되어 우리들의 마음에도 오래 기억되고 있다.
1964년 한국음악저작권협회 초대 회장을 지냈다. 말년에는 미국으로 이민을 가 생활하였고, 1987년 화관 문화훈장을 수여받았다. 1989년 한국가요작가협회를 설립하고 초대 회장을 맡기도 했다. 1999년 작곡한 노래의 저작권 문제를 협의하기 위해 도쿄를 방문하여 머무르던 중 사망했으며 잡지 <핫윈드> 발행인으로 재직할 당시 음란한 사진과 함께 퇴폐적인 내용의 기사를 게재한 탓인지 1992년 1월 22일 불구속 입건됐다.
한국과 일본에서 가요 1천여 곡, 뮤지컬 50여 곡, 영화음악 70여 편의 작품을 남겼으며, 한국 가요의 역사에 불멸의 자취를 남겼다는 평을 받고 있다. 손목인은 박시춘의 시대가 본격적으로 열리기 전의 트로트 양식을 대표하는 작곡가로, 섬세하고 감각적인 박시춘의 선율과는 대조적으로 선이 굵고 안정적이라 좀 더 남성적인 느낌을 주는 음악을 구사했다. 트로트 외에도 재즈에 능하여 후기작인 〈슈사인 보이〉나 〈아빠의 청춘〉에는 재즈풍의 분위기가 묻어 있다.

## 참고 자료
- 강옥희,이영미,이순진,이승희 (2006년 12월 15일). 《식민지시대 대중예술인 사전》. 서울: 소도. 177~179쪽쪽. ISBN 978-89-90626-26-4.
- 박성서 (2005년 11월 1일). “작가 탐구 [04] 작곡가 孫牧人 - 손목인의 인생찬가, 1913-1999”. 한국가요작가협회보.